# Table de la mer
Pour les articles homonymes, voir Table (homonymie).
La Table de la mer était une taxe qui avait cours à Marseille depuis le Moyen Âge et qui s'est maintenue jusqu'à la fin de l'Ancien Régime. C'était la plus ancienne des taxes qui étaient perçues au port de Marseille ; en principe, elle était affectée à l'entretien du port.
Elle imposait les marchands étrangers sur les importations et exportations de marchandises pour le bénéfice des comtes de Provence.
Cette taxe portait en vertu du droit seigneurial sur les biens transitant par le port de Marseille. La taxe était de 50 sous par tonne de fret.
Le nom de « Table de la mer » venait du fait que les entrées et sorties de tous les navires étrangers étaient inscrites dans un grand registre.